# Anne O'Shea
Anne O'Shea (Rockville Centre, 5 september 1987) is een Amerikaans skeletonster.

## Carrière
O'Shea werd in de sport geïntroduceerd nadat ze de vader van John Daly sprak op de Empire State Games in 2004. O'Shea maakte haar wereldbekerdebuut in het seizoen 2007/08 en was tot 2017/18 met jaren van afwezigheid actief in de wereldbeker. Haar beste resultaat was het seizoen 2015/16 waar ze een 4e plaats behaalde en haar enige wereldbekerwedstrijd die ze won.
Ze nam aan vijf wereldkampioenschappen deel waar een vijfde plaats haar beste resultaat was. In de landencompetitie was dit een 4e plaats.
Ze studeerde aan de California University of Pennsylvania en DeVry University.

## Resultaten

### Wereldkampioenschappen
| Jaar | Plaats      | Resultaat                          |
| ---- | ----------- | ---------------------------------- |
| 2011 | Königssee   | 23e Individueel 8e Landenwedstrijd |
| 2012 | Lake Placid | 10e Individueel 4e Landenwedstrijd |
| 2015 | Winterberg  | 18e Individueel 5e Landenwedstrijd |
| 2016 | Igls        | 5e Individueel 7e Landenwedstrijd  |
| 2017 | Königssee   | 19e Individueel 6e Landenwedstrijd |

### Wereldbeker
Eindklasseringen
| Seizoen   | Rang |
| --------- | ---- |
| 2007/2008 | 17e  |
| 2008/2009 | /    |
| 2009/2010 | /    |
| 2010/2011 | 11e  |
| 2011/2012 | 8e   |
| 2012/2013 | /    |
| 2013/2014 | 31e  |
| 2014/2015 | 13e  |
| 2015/2016 | 4e   |
| 2016/2017 | 10e  |
| 2017/2018 | 34e  |

Wereldbekerzeges
| Datum          | Plaats      |
| -------------- | ----------- |
| 8 januari 2016 | Lake Placid |